# Torrance, Kalifornija
Torrance je grad u američkoj saveznoj državi Kaliforniji. Leži u jugozapadnom dijelu okruga Los Angeles, udaljen oko 25 km od samog Los Angelesa.

## Zemljopis
Torrance je grad na obali Tihog oceana. Ima 2,5 km pješčanih plaža. Sedmi je po veličini grad u okrugu prema broju stanovnika. Prostire se na 53,20 km². Susjedni su gradovi Carson, Gardena, Compton, Lawndale i Lomita.
Grad ima mediteransku klimu, s mnogo sunca tijekom cijele godine, s prosjekom od 263 sunčanih dana i samo 35 dana s oborinama godišnje.

## Povijest
Grad je dobio ime po Jaredu Sydneyu Torranceu, koji je 1900. godine u području južno od Los Angelesa kupio komad zemlje koja je nekada pripadala španjolskim kolonijalistima. Na toj je zemlji, uz pomoć arhitekta Fredericka Lawa Olmsteda, Jr., osnovao novi grad. Godine 1912. novoosnovani je grad dobio ime Torrance.

## Stanovništvo
Prema popisu stanovništva iz 2000. godine grad je imao 137.946 stanovnika, 54.542 domaćinstava i 36.270 obitelji. Prosječna gustoća naseljenosti je 2593 stan./km².
Prema rasnoj podjeli u gradu živi najviše bijelaca, 59,16%, Afroamerikanaca ima 2,19%, Azijata 28,61%, Indijanaca 0,41%, stanovnika podrijetlom s Pacifika 0,35%, ostalih rasa 4,57%, te izjašnjenih kao dvije ili više rasa 4,72%. Od ukupnoga broja stanovnika njih 12,79% su Latinoamerikanci ili Hispanoamerikanci.

## Vanjske poveznice
- Službene stranice grada  Arhivirana inačica izvorne stranice od 4. veljače 2018. (Wayback Machine) (engl.)

### Ostali projekti
|  | Zajednički poslužitelj ima stranicu o temi Torrance, Kalifornija |